# Baroda (Míchigan)
Baroda es una villa situada en el condado de Berrien, Míchigan, Estados Unidos. Tiene una población estimada, a mediados de 2022, de 907 habitantes.

## Geografía
La localidad está ubicada en las coordenadas 41°57′14″N 86°29′17″O / 41.95389, -86.48806 (41.954018, -86.487965).  Según la Oficina del Censo de los Estados Unidos, tiene una superficie de 1.86 km², correspondientes en su totalidad a tierra firme.

## Demografía
Según el censo de 2020, en ese momento había 875 personas residiendo en la localidad. La densidad de población era de 470.43 hab./km². El 91.89% de los habitantes eran blancos, el 0.23% eran afroamericanos, el 0.11% era amerindio, el 2.86% eran de otras razas y el 4.91% eran de una mezcla de razas. Del total de la población, el 3.43% eran hispanos o latinos de cualquier raza.